# Tricerma viscifolium
Tricerma viscifolium är en benvedsväxtart som först beskrevs av August Heinrich Rudolf Grisebach, och fick sitt nu gällande namn av Lundell. Tricerma viscifolium ingår i släktet Tricerma och familjen Celastraceae. Inga underarter finns listade.